# Peristedion greyae
Peristedion greyae là một loài cá trong họ Peristediidae. Nó sống ở vùng biển nhiệt đới Tây Đại Tây Dương đến độ sâu 165 m.

## Hình ảnh

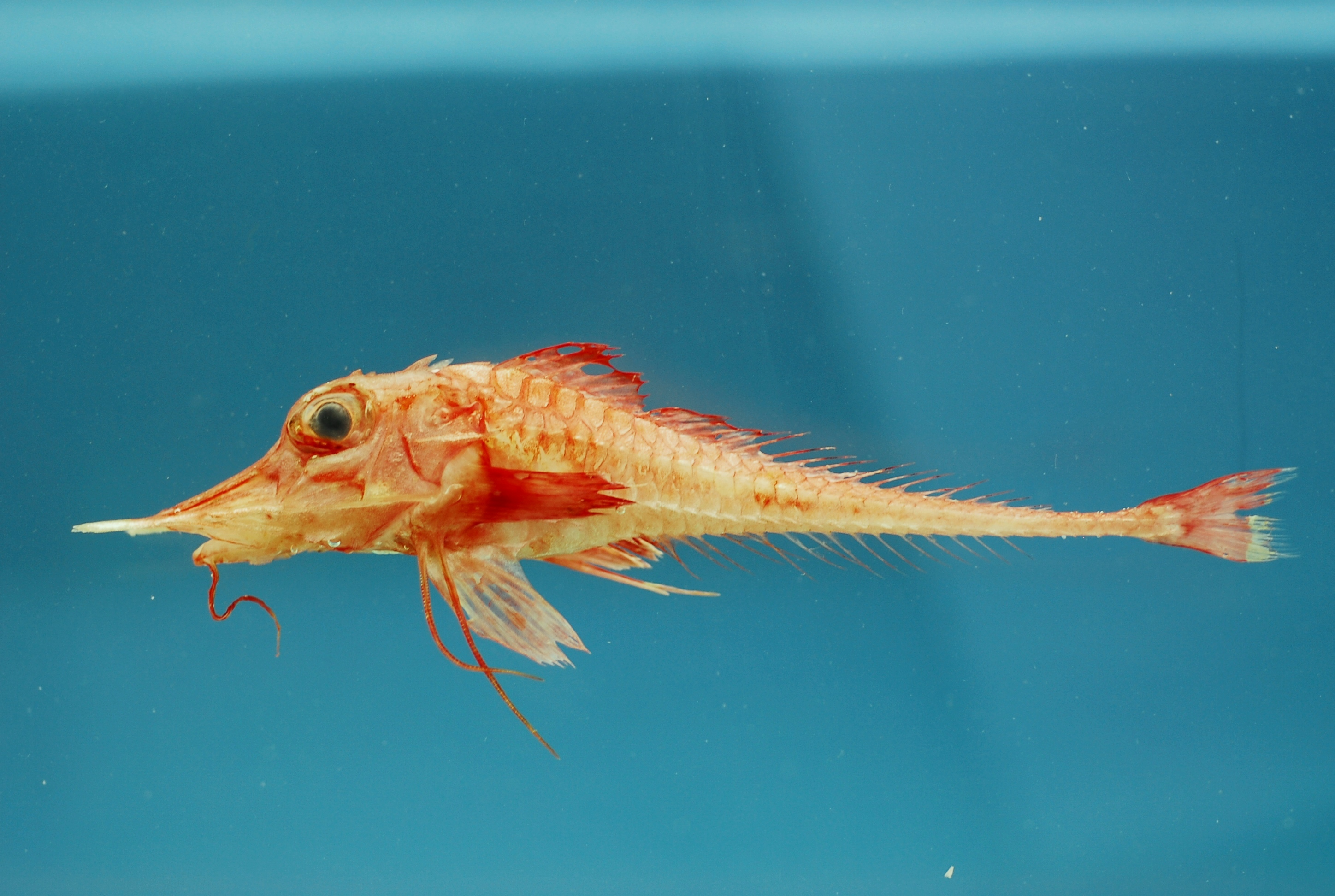
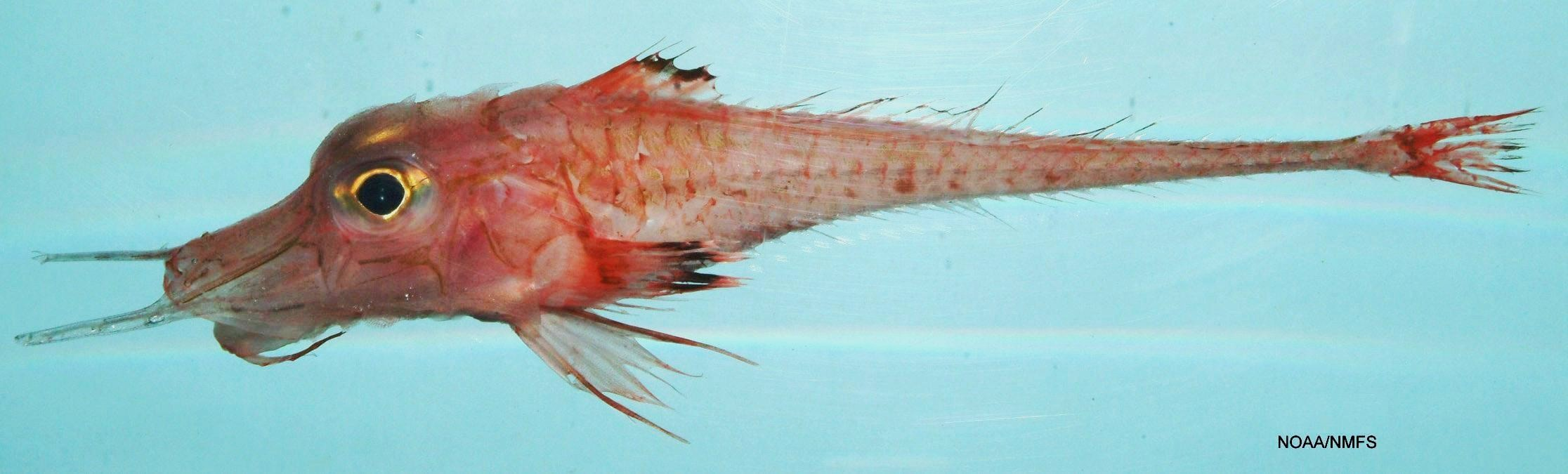